# Südpazifikspiele 1963
Die Südpazifikspiele 1963 (engl. South Pacific Games 1963) wurden vom 29. August bis zum 8. September 1963 in Suva, der Hauptstadt Fidschis, ausgetragen. Diese Spiele waren die 1. Auflage der Südpazifikspiele. Ein am 29. August 1963 um 9 Uhr von Nono Tani geschlagener Tennisball markierte den offiziellen Beginn der Südpazifikspiele (ab 2011: Pacific Games).
Insgesamt nahmen 130 Athletinnen und 516 Athleten aus dreizehn Nationen und Territorien teil; sie kämpften in den zehn Sportarten Basketball, Boxen, Fußball, Leichtathletik, Netball, Rugby, Schwimmen, Tennis, Tischtennis und Volleyball sowie 59 Wettbewerben um 179 Medaillen. Carl Bay (Fidschi) war mit fünf Goldmedaillen erfolgreichster Teilnehmer.

## Medaillenspiegel
| Platz  | Land                           | Gold | Silber | Bronze | Gesamt |
| ------ | ------------------------------ | ---- | ------ | ------ | ------ |
| 1      | Fidschi                        | 33   | 23     | 26     | 82     |
| 2      | Papua und Neuguinea            | 9    | 11     | 11     | 31     |
| 3      | Neukaledonien                  | 7    | 9      | 11     | 27     |
| 4      | Französisch-Polynesien         | 4    | 2      | 4      | 10     |
| 5      | Tonga                          | 2    | 4      | 2      | 8      |
| 6      | Cookinseln                     | 2    | 3      | –      | 5      |
| 7      | Amerikanisch-Samoa             | 1    | 2      | 3      | 6      |
| 8      | Westsamoa                      | –    | 1      | 2      | 3      |
| 9      | Gilbert- und Elliceinseln      | –    | 1      | 1      | 2      |
| 10     | Neue Hebriden                  | –    | 1      | –      | 1      |
| 11     | Britische Salomonen Nauru Niue | –    | –      | –      | 0      |
| Gesamt | Gesamt                         | 58   | 57     | 60     | 175    |

Der Medaillenspiegel enthält keine Medaillen des inoffiziellen Schwimmwettbewerbs über 3 × 110 yds Lagen, auch die disqualifizierten Halbfinalisten im Boxen (Feder- und Halbschwergewicht) sind nicht umfasst.

## Sportarten
| - Basketball (nur Männer) - Boxen (nur Männer) - Fußball (nur Männer) - Leichtathletik - Netball (nur Frauen) | - Rugby (nur Männer) - Schwimmen - Tennis - Tischtennis - Volleyball (nur Männer) |

## Resultate

### Basketball
| Pl. | Mannschaft             | Sp. | S | N | Körbe   | Punkte |
| --- | ---------------------- | --- | - | - | ------- | ------ |
| 1.  | Französisch-Polynesien | 6   | 6 | 0 | 456:240 | 12     |
| 2.  | Amerikanisch-Samoa     | 6   | 5 | 1 | 323:263 | 10     |
| 3.  | Papua und Neuguinea    | 7   | 4 | 3 | 334:395 | 8      |
| 4.  | Nauru                  | 7   | 3 | 4 | 364:370 | 6      |
| 5.  | Neukaledonien          | 6   | 2 | 4 | 274:301 | 4      |
| 6.  | Fidschi                | 6   | 2 | 4 | 259:314 | 4      |
| 7.  | Westsamoa              | 6   | 0 | 6 | 230:357 | 0      |

| Mannschaft             | PYF | ASA   | PNG   | NRU   | NCL   | FJI   | WSM   |
| ---------------------- | --- | ----- | ----- | ----- | ----- | ----- | ----- |
| Französisch-Polynesien | —   | 70:45 | 75:39 | 85:50 | 61:42 | 82:32 | 83:32 |
| Amerikanisch-Samoa     |     | —     | 65:46 | 45:40 | 58:44 | 54:37 | 56:26 |
| Papua und Neuguinea    |     |       | —     | 45:70 | 42:40 | 42:40 | 59:51 |
| Nauru                  |     |       |       | —     | 45:39 | 46:59 | 59:36 |
| Neukaledonien          |     |       |       |       | —     | 54:46 | 55:49 |
| Fidschi                |     |       |       |       |       | —     | 45:36 |
| Westsamoa              |     |       |       |       |       |       | —     |

### Boxen
| Gewichtsklasse                  | Gold                               | Silber                          | Bronze                              |
| ------------------------------- | ---------------------------------- | ------------------------------- | ----------------------------------- |
| Bantamgewicht (bis 54 kg)       | Matthew Julius Papua und Neuguinea | Krishna Nair Fidschi            | Sakaraia Qoro Fidschi               |
| Federgewicht (bis 57 kg)        | Toro George Cookinseln             | Bobo Gurumuthi Fidschi          | Michael Osborne Fidschi             |
| Leichtgewicht (bis 60 kg)       | James Brown Fidschi                | Kasi Katoa Tonga                | Terence Hopkins Papua und Neuguinea |
| Halbweltergewicht (bis 63,5 kg) | Joseph Scanlan Amerikanisch-Samoa  | Petero Aniti Fidschi            | Mitieli Moli Fidschi                |
| Halbweltergewicht (bis 63,5 kg) | Joseph Scanlan Amerikanisch-Samoa  | Petero Aniti Fidschi            | Arthur Tomaira Papua und Neuguinea  |
| Weltergewicht (bis 67 kg)       | Peter Marsters Cookinseln          | Paul Nelson Papua und Neuguinea | Mulikihaamea Kautau Tonga           |
| Weltergewicht (bis 67 kg)       | Peter Marsters Cookinseln          | Paul Nelson Papua und Neuguinea | Sainivalate Cawa Fidschi            |
| Halbmittelgewicht (bis 71 kg)   | Moses Evans Fidschi                | Toʻo visa Tuineau Tonga         | T. Ponapa Amerikanisch-Samoa        |
| Halbmittelgewicht (bis 71 kg)   | Moses Evans Fidschi                | Toʻo visa Tuineau Tonga         | Kenneth Hopkins Papua und Neuguinea |
| Mittelgewicht (bis 75 kg)       | Ravuama Roko Fidschi               | Piri Puruto Cookinseln          | Leslie Hui Papua und Neuguinea      |
| Mittelgewicht (bis 75 kg)       | Ravuama Roko Fidschi               | Piri Puruto Cookinseln          | Etemani Fonoti Amerikanisch-Samoa   |
| Halbschwergewicht (bis 81 kg)   | Joseph Tukana Fidschi              | George Robati, Jnr. Cookinseln  | Apelu Loloaso Amerikanisch-Samoa    |

In Gewichtsklassen mit lediglich zwei Teilnehmern wurde ein Silberpokal an beide Boxer vergeben.
| Gewichtsklasse             | Silberpokal                 | Silberpokal          |
| -------------------------- | --------------------------- | -------------------- |
| Fliegengewicht (bis 51 kg) | Jioji Roba Fidschi          | Manoa Mate Fidschi   |
| Schwergewicht (über 81 kg) | Veramu Dikidikiliti Fidschi | Peniasi Kali Fidschi |

### Fußball
|  | Erste Runde            | Erste Runde            |               |                     | Halbfinale             | Halbfinale |  |  | Finale | Finale |
|  |                        |                        |               |                     |                        |            |  |  |        |        |
|  |                        |                        |               |                     |                        |            |  |  |        |        |
|  | Neukaledonien          |                        |               |                     |                        |            |  |  |        |        |
|  |                        |                        |               |                     |                        |            |  |  |        |        |
|  | Freilos                |                        |               |                     |                        |            |  |  |        |        |
|  | Neukaledonien          | 2                      |               |                     |                        |            |  |  |        |        |
|  | Neukaledonien          | 2                      |               |                     |                        |            |  |  |        |        |
|  |                        | Französisch-Polynesien | 1             |                     |                        |            |  |  |        |        |
|  | Französisch-Polynesien | Französisch-Polynesien | 1             |                     |                        |            |  |  |        |        |
|  |                        |                        |               |                     |                        |            |  |  |        |        |
|  | Freilos                |                        |               |                     |                        |            |  |  |        |        |
|  |                        |                        | Neukaledonien | 8                   |                        |            |  |  |        |        |
|  |                        |                        |               | Fidschi             | 2                      |            |  |  |        |        |
|  | Fidschi                | 3                      |               |                     |                        |            |  |  |        |        |
|  | Papua und Neuguinea    | 1                      |               |                     |                        |            |  |  |        |        |
|  | Papua und Neuguinea    | 1                      | Fidschi       | 5                   |                        |            |  |  |        |        |
|  |                        |                        | Fidschi       | 5                   | Spiel um Platz 3       |            |  |  |        |        |
|  |                        | Britische Salomonen    | 0             |                     |                        |            |  |  |        |        |
|  | Britische Salomonen    | Britische Salomonen    | 0             | 6                   | Französisch-Polynesien | 18         |  |  |        |        |
|  | Britische Salomonen    |                        |               | 6                   | Französisch-Polynesien | 18         |  |  |        |        |
|  | Neue Hebriden          | 3                      |               | Britische Salomonen | 0                      |            |  |  |        |        |
|  | Neue Hebriden          | 3                      |               |                     | 0                      |            |  |  |        |        |
|  |                        |                        |               |                     |                        |            |  |  |        |        |

### Leichtathletik
Männer
| Disziplin        | Gold                  | Gold        | Silber               | Silber      | Bronze            | Bronze      |
| ---------------- | --------------------- | ----------- | -------------------- | ----------- | ----------------- | ----------- |
| 100 m            | Jacques Pothin        | 10,6 s      | Kiniviliame Nalatu   | 10,9 s      | Christian Kaddour | 11,1 s      |
| 200 m            | Christian Kaddour     | 22,3 s      | Apisai Nabou         | 22,4 s      | Bruce Richter     | 22,6 s      |
| 400 m            | Charles Harrison      | 49,7 s      | Waituka Maina        | 49,9 s      | Amani Racule      | 50,4 s      |
| 800 m            | Mike Joyce            | 2:02,4 min  | Sekove Naivalurua    | 2:02,7 min  | Sitiveni Rokovesa | 2:03,0 min  |
| 1500 m           | Samuiela Tuifangaloka | 4:23,4 min  | Mike Joyce           | 4:25,0 min  | Sitiveni Rokovesa | 4:25,4 min  |
| 5000 m           | Mike Joyce            | 17:16,6 min | Kau Pupa             | 17:28,6 min | Ken Gould         | 17:28,8 min |
| 10.000 m         | Viliame Saulekaleka   | 36:39,8 min | Tara Mango           | 36:46,2 min | Ken Gould         | 37:07,8 min |
| 3000 m Hindernis | Jean-Pierre Aifa      | 10:23,8 min | Viliame Saulekaleka  | 10:47,0 min | Samisoni Ratuyawa | 11:14,0 min |
| 110 m Hürden     | Charles Tétaria       | 15,6 s      | Kalolo Pale          | 16,2 s      | Robin Mitchell    | 17,1 s      |
| 400 m Hürden     | Osea Malamala         | 59,5 s      | Graeme Southwick     | 59,7 s      | Paul Martin       | 60,9 s      |
| Hochsprung       | Edward Laboran        | 1,90 m      | Tevita Kabakoro      | 1,805 m     | Nypiengo Passa    | 1,805 m     |
| Stabhochsprung   | Alipeti Latu          | 3,505 m     | Jack Waewo           | 3,505 m     | Otto Malatana     | 3,43 m      |
| Weitsprung       | Christian Kaddour     | 6,98 m      | Jacques Pothin       | 6,565 m     | Charles Tétaria   | 6,51 m      |
| Dreisprung       | Christian Kaddour     | 14,23 m     | Tevita Kabakoro      | 14,05 m     | Samivela Latu     | 13,37 m     |
| Kugelstoßen      | Mesulame Rakuro       | 14,49 m     | Adonio Tokawa        | 13,89 m     | Petelo Wakalina   | 14,48 m     |
| Diskuswurf       | Mesulame Rakuro       | 49,35 m     | Koroiwale Vatanimotu | 39,77 m     | André Hulot       | 38,43 m     |
| Speerwurf        | Ivaharia Oe           | 61,08 m     | Penisio Munanao      | 59,88 m     | William Liga      | 59,70 m     |
| 4 × 100 m        | Papua und Neuguinea   | 42,8 s      | Neukaledonien        | 43,1 s      | Fidschi           | 43,3 s      |
| 4 × 400 m        | Papua und Neuguinea   | 3:24,3 min  | Fidschi              | 3:26,1 min  | Neukaledonien     | 3:31,4 min  |

Frauen
| Disziplin   | Gold               | Gold       | Silber           | Silber     | Bronze                 | Bronze     |
| ----------- | ------------------ | ---------- | ---------------- | ---------- | ---------------------- | ---------- |
| 100 m       | Ana Ramacake       | 12,2 s     | Maca Vakalala    | 12,3 s     | Eleanor Phillips       | 12,5 s     |
| 200 m       | Maca Vakalala      | 26,3 s     | Ana Ramacake     | 26,4 s     | Eleanor Phillips       | 26,7 s     |
| 800 m       | Géraldine Bigourd  | 2:28,0 min | Litia Lotu       | 2:33,0 min | Asenaca Vani Serukalou | 2:40,0 min |
| 80 m Hürden | Hélène Sarciaux    | 12,8 s     | Eleanor Phillips | 13,1 s     | Ana Ramacake           | 13,7 s     |
| Hochsprung  | Margaret Woodhouse | 1,47 m     | Eleanor Phillips | 1,45 m     | Hélène Sarciaux        | 1,40 m     |
| Weitsprung  | Kalisi Kuruvoli    | 5,51 m     | Ana Ramacake     | 5,42 m     | Maca Vakalala          | 4,78 m     |
| Kugelstoßen | Merewai Turukawa   | 11,45 m    | Maeva Tetuaiva   | 10,11 m    | Victoria Pua           | 9,97 m     |
| Diskuswurf  | Merewai Turukawa   | 35,27 m    | Solange David    | 33,23 m    | Danielle Tanc          | 29,93 m    |
| Speerwurf   | Merewai Turukawa   | 36,59 m    | Ivaroa Haro      | 32,06 m    | Laite Nadumu           | 31,76 m    |
| 4 × 100 m   | Fidschi            | 50,0 s     | —                | —          | —                      | —          |

### Netball
| Pl. | Mannschaft          | S | U | N | Körbe   | Punkte |
| --- | ------------------- | - | - | - | ------- | ------ |
| 1.  | Fidschi             | 4 | 0 | 0 | 129:670 | 8      |
| 2.  | Westsamoa           | 3 | 0 | 1 | 137:640 | 6      |
| 3.  | Papua und Neuguinea | 2 | 0 | 2 | 096:750 | 4      |
| 4.  | Amerikanisch-Samoa  | 0 | 1 | 3 | 041:104 | 1      |
| 5.  | Niue                | 0 | 1 | 3 | 047:140 | 1      |

| Mannschaft          | FJI | WSM   | PNG   | ASA   | NIU   |
| ------------------- | --- | ----- | ----- | ----- | ----- |
| Fidschi             | —   | 27:26 | 28:23 | 35:6  | 39:12 |
| Westsamoa           |     | —     | 26:18 | 32:8  | 53:11 |
| Papua und Neuguinea |     |       | —     | 22:12 | 33:9  |
| Amerikanisch-Samoa  |     |       |       | —     | 15:15 |
| Niue                |     |       |       |       | —     |

### Rugby
| Pl. | Mannschaft | S | U | N | Spielpunkte | Punkte |
| --- | ---------- | - | - | - | ----------- | ------ |
| 1.  | Fidschi    | 4 | 0 | 0 | 104:230     | 8      |
| 2.  | Tonga      | 2 | 0 | 2 | 059:440     | 4      |
| 3.  | Westsamoa  | 0 | 0 | 4 | 020:116     | 0      |

| Mannschaft | FJI  | TON  | WSM  |
| ---------- | ---- | ---- | ---- |
| Fidschi    | —    | 8:5  | 42:3 |
| Tonga      | 9:25 | —    | 16:5 |
| Westsamoa  | 6:29 | 6:29 | —    |

### Schwimmen
Männer
| Disziplin             | Gold               | Gold    | Silber                | Silber  | Bronze              | Bronze  |
| --------------------- | ------------------ | ------- | --------------------- | ------- | ------------------- | ------- |
| 110 yds Freistil      | Carl Bay           | 1:02,2  | John Duncan Griffiths | 1:03,8  | Patrick Kerrigan    | 1:04,2  |
| 440 yds Freistil      | Carl Bay           | 5:23,4  | John Duncan Griffiths | 5:25,3  | Jean-Yves Mamelin   | 5:37,0  |
| 1650 yds Freistil     | Carl Bay           | 21:36,4 | Jean-Yves Mamelin     | 22:38,6 | François Caillard   | 22:57,4 |
| 110 yds Rücken        | Colin Mark Raddock | 1:15,8  | Philippe Postal       | 1:18,8  | Marika Sau          | 1:20,3  |
| 220 yds Brust         | Sefanaia Koroi     | 3:13,4  | Popeu Kangon          | 3:18,8  | Joseph Douapere     | 3:27,5  |
| 110 yds Schmetterling | Tovitolon Jovel    | 1:16,4  | Kanawan Jarope        | 1:26,9  | Philippe Postal     | 1:29,0  |
| 4 × 110 yds Freistil  | Fidschi            | 4:21,6  | Neukaledonien         | 4:31,4  | Papua und Neuguinea | 4:34,4  |
| 4 × 110 yds Lagen     | Fidschi            | 5:16,2  | Papua und Neuguinea   | 5:19,7  | Neukaledonien       | 5:28,7  |

Frauen
| Disziplin            | Gold                      | Gold   | Silber              | Silber | Bronze                    | Bronze |
| -------------------- | ------------------------- | ------ | ------------------- | ------ | ------------------------- | ------ |
| 110 yds Freistil     | Anareta Ranadi            | 1:27,6 | Suellen Matthews    | 1:16,0 | Clelia Stephanie Anfinson | 1:16,8 |
| 440 yds Freistil     | Joan Elizabeth Herrington | 6:01,0 | Suellen Matthews    | 6:05,3 | Clelia Stephanie Anfinson | 6:16,6 |
| 110 yds Rücken       | Winikiti Adi              | 1:27,6 | Jan Finn            | 1:31,5 | Joan Margaret Blyth       | 1:31,9 |
| 110 yds Brust        | Margaret Lena Smith       | 1:39,6 | Weka Raivuni        | 1:40,7 | Joan Elizabeth Herrington | 1:41,2 |
| 220 yds Brust        | Joan Elizabeth Herrington | 3:33,8 | Margaret Lena Smith | 3:37,3 | Pia Mae                   | 3:45,0 |
| 4 × 110 yds Freistil | Fidschi                   | 5:17,4 | Papua und Neuguinea | 5:20,3 | —                         | —      |
| 3 × 110 yds Lagen 1  | Fidschi                   | 4:20,7 | Papua und Neuguinea | 4:37,0 | —                         | —      |

### Tennis
|  | Erste Runde | Erste Runde            | Erste Runde         |                           |            | Viertelfinale       | Viertelfinale    | Viertelfinale    |   |  | Halbfinale | Halbfinale | Halbfinale |  |  | Finale | Finale | Finale |
|  |             |                        |                     |                           |            |                     |                  |                  |   |  |            |            |            |  |  |        |        |        |
|  | 0           | Fidschi                | 4                   |                           |            |                     |                  |                  |   |  |            |            |            |  |  |        |        |        |
|  | 0           | Französisch-Polynesien | 4                   |                           |            |                     |                  |                  |   |  |            |            |            |  |  |        |        |        |
|  | 0           | Französisch-Polynesien | 4                   |                           | Fidschi    | 4                   |                  |                  |   |  |            |            |            |  |  |        |        |        |
|  |             |                        |                     |                           | Fidschi    | 4                   |                  |                  |   |  |            |            |            |  |  |        |        |        |
|  |             |                        |                     | Tonga                     | 4          |                     |                  |                  |   |  |            |            |            |  |  |        |        |        |
|  | 0           | Tonga                  | 6                   | Tonga                     | 4          |                     |                  |                  |   |  |            |            |            |  |  |        |        |        |
|  | 0           | Tonga                  | 6                   |                           |            |                     |                  |                  |   |  |            |            |            |  |  |        |        |        |
|  | 0           | Neue Hebriden          | 2                   |                           |            |                     |                  |                  |   |  |            |            |            |  |  |        |        |        |
|  | 0           | Neue Hebriden          | 2                   |                           | Fidschi    | 9                   |                  |                  |   |  |            |            |            |  |  |        |        |        |
|  |             |                        |                     |                           |            |                     |                  |                  |   |  |            |            |            |  |  |        |        |        |
|  |             |                        | Papua und Neuguinea | 9                         |            |                     |                  |                  |   |  |            |            |            |  |  |        |        |        |
|  |             |                        |                     | 9                         |            |                     |                  |                  |   |  |            |            |            |  |  |        |        |        |
|  |             |                        |                     |                           |            |                     |                  |                  |   |  |            |            |            |  |  |        |        |        |
|  |             |                        |                     |                           |            |                     |                  |                  |   |  |            |            |            |  |  |        |        |        |
|  |             | Papua und Neuguinea    | 8                   |                           |            |                     |                  |                  |   |  |            |            |            |  |  |        |        |        |
|  |             |                        |                     |                           |            |                     |                  |                  |   |  |            |            |            |  |  |        |        |        |
|  |             |                        |                     | Nauru                     | 0          |                     |                  |                  |   |  |            |            |            |  |  |        |        |        |
|  |             |                        |                     | Nauru                     | 0          |                     |                  |                  |   |  |            |            |            |  |  |        |        |        |
|  |             |                        |                     |                           |            |                     |                  |                  |   |  |            |            |            |  |  |        |        |        |
|  |             |                        |                     |                           |            |                     |                  |                  |   |  |            |            |            |  |  |        |        |        |
|  |             | Fidschi                | 5                   |                           |            |                     |                  |                  |   |  |            |            |            |  |  |        |        |        |
|  |             |                        |                     |                           |            |                     |                  |                  |   |  |            |            |            |  |  |        |        |        |
|  |             |                        | Neukaledonien       | 3                         |            |                     |                  |                  |   |  |            |            |            |  |  |        |        |        |
|  |             |                        |                     | 3                         |            |                     |                  |                  |   |  |            |            |            |  |  |        |        |        |
|  |             |                        |                     |                           |            |                     |                  |                  |   |  |            |            |            |  |  |        |        |        |
|  |             |                        |                     |                           |            |                     |                  |                  |   |  |            |            |            |  |  |        |        |        |
|  |             | Neukaledonien          | 8                   |                           |            |                     |                  |                  |   |  |            |            |            |  |  |        |        |        |
|  |             |                        |                     |                           |            |                     |                  |                  |   |  |            |            |            |  |  |        |        |        |
|  |             |                        |                     | Gilbert- und Elliceinseln | 0          |                     |                  |                  |   |  |            |            |            |  |  |        |        |        |
|  |             |                        |                     | Gilbert- und Elliceinseln | 0          |                     |                  |                  |   |  |            |            |            |  |  |        |        |        |
|  |             |                        |                     |                           |            |                     |                  |                  |   |  |            |            |            |  |  |        |        |        |
|  |             |                        |                     |                           |            |                     |                  |                  |   |  |            |            |            |  |  |        |        |        |
|  |             | Neukaledonien          | 8                   |                           |            |                     |                  |                  |   |  |            |            |            |  |  |        |        |        |
|  |             |                        |                     |                           |            |                     |                  |                  |   |  |            |            |            |  |  |        |        |        |
|  |             |                        | Cookinseln          | 0                         |            |                     |                  |                  |   |  |            |            |            |  |  |        |        |        |
|  | 0           | Cookinseln             | Cookinseln          | 0                         | 8          |                     |                  |                  |   |  |            |            |            |  |  |        |        |        |
|  | 0           | Cookinseln             |                     |                           |            |                     |                  |                  |   |  |            |            |            |  |  |        |        |        |
|  | 0           | Westsamoa              | 0                   |                           |            | Spiel um Platz 3    | Spiel um Platz 3 | Spiel um Platz 3 |   |  |            |            |            |  |  |        |        |        |
|  | 0           | Westsamoa              | 0                   |                           | Cookinseln | Spiel um Platz 3    | Spiel um Platz 3 | Spiel um Platz 3 | 8 |  |            |            |            |  |  |        |        |        |
|  |             |                        |                     |                           | Cookinseln | Papua und Neuguinea | 5                |                  | 8 |  |            |            |            |  |  |        |        |        |
|  |             |                        |                     | Amerikanisch-Samoa        | 0          | Papua und Neuguinea | 5                |                  |   |  |            |            |            |  |  |        |        |        |
|  |             |                        |                     | Amerikanisch-Samoa        | 0          |                     | Cookinseln       | 3                |   |  |            |            |            |  |  |        |        |        |
|  |             |                        |                     |                           |            |                     | Cookinseln       | 3                |   |  |            |            |            |  |  |        |        |        |
|  |             |                        |                     |                           |            |                     |                  |                  |   |  |            |            |            |  |  |        |        |        |

### Tischtennis
|  | Erste Runde               | Erste Runde               |                  |               | Halbfinale                | Halbfinale |  |  | Finale | Finale |
|  |                           |                           |                  |               |                           |            |  |  |        |        |
|  |                           |                           |                  |               |                           |            |  |  |        |        |
|  | Fidschi                   | 6                         |                  |               |                           |            |  |  |        |        |
|  | Fidschi                   | 6                         |                  |               |                           |            |  |  |        |        |
|  | Papua und Neuguinea       | 2                         |                  |               |                           |            |  |  |        |        |
|  | Papua und Neuguinea       | 2                         | Fidschi          | 7             |                           |            |  |  |        |        |
|  |                           |                           | Fidschi          | 7             |                           |            |  |  |        |        |
|  |                           | Gilbert- und Elliceinseln | 1                |               |                           |            |  |  |        |        |
|  | Gilbert- und Elliceinseln | Gilbert- und Elliceinseln | 1                |               |                           |            |  |  |        |        |
|  |                           |                           |                  |               |                           |            |  |  |        |        |
|  | Freilos                   |                           |                  |               |                           |            |  |  |        |        |
|  |                           |                           | Fidschi          | 7             |                           |            |  |  |        |        |
|  |                           |                           |                  | Neukaledonien | 1                         |            |  |  |        |        |
|  | Neukaledonien             |                           |                  |               |                           |            |  |  |        |        |
|  | Freilos                   |                           |                  |               |                           |            |  |  |        |        |
|  | Neukaledonien             | 8                         |                  |               |                           |            |  |  |        |        |
|  | Neukaledonien             | 8                         | Spiel um Platz 3 |               |                           |            |  |  |        |        |
|  |                           | Tonga                     | 0                |               |                           |            |  |  |        |        |
|  | Tonga                     | Tonga                     | 0                | 5             | Gilbert- und Elliceinseln | 5          |  |  |        |        |
|  | Tonga                     |                           |                  | 5             | Gilbert- und Elliceinseln | 5          |  |  |        |        |
|  | Niue                      | 3                         |                  | Tonga         | 3                         |            |  |  |        |        |
|  | Niue                      | 3                         |                  |               | 3                         |            |  |  |        |        |
|  |                           |                           |                  |               |                           |            |  |  |        |        |

### Volleyball
| Pl. | Mannschaft             | S | N | Punkte | Sätze | BPQ   |
| --- | ---------------------- | - | - | ------ | ----- | ----- |
| 1.  | Französisch-Polynesien | 3 | 0 | 6      | 9:2   | 1,505 |
| 2.  | Amerikanisch-Samoa     | 2 | 1 | 4      | 8:4   | 1,553 |
| 3.  | Fidschi                | 1 | 2 | 2      | 4:7   | 0,683 |
| 4.  | Westsamoa              | 0 | 3 | 0      | 0:9   | 0,504 |

| Mannschaft             | PYF | ASA | FJI | WSM |
| ---------------------- | --- | --- | --- | --- |
| Französisch-Polynesien | —   | 3:2 | 3:0 | 3:0 |
| Amerikanisch-Samoa     |     | —   | 3:1 | 3:0 |
| Fidschi                |     |     | —   | 3:0 |
| Westsamoa              |     |     |     | —   |